# Shpongle
Shpongle is een Britse band, die wordt gezien als een van de meest invloedrijke psychedelic chillout-acts van de laatste jaren. Shpongle bestaat uit Simon Posford (Hallucinogen) en Raja Ram (The Infinity Project). Hun producties zijn een mix van westerse psychedelische muziek, hoofdzakelijk afkomstig van synthesizers, en samples van Oosterse instrumenten en teksten van onder andere Terence McKenna. Simon Posford neemt de synthesizers voor zijn rekening, terwijl Raja Ram hem aanvult met de fluit.

## Geschiedenis
Shpongles eerste nummer, Vapour Rumours, is te vinden op Infinite Excursions, een compilatie uit 1996 uitgegeven door TIP Records. Hun debuutalbum Are You Shpongled? kwam uit in 1998 bij Twisted Records. De hoge geluidskwaliteit, de eclectische mix van muzieksamples, instrumenten en synthesizers, en de progressie van het album zorgden ervoor dat deze uitgave een van de meest vooruitstrevende was in die tijd. Are You Shpongled? en Shpongles eerste downtempocompilatie ...and the Day Turned to Night hadden een grote impact op de psychedelische scene in 1998 en zorgden voor een verruiming van het downtempo-genre.
In 2001 zag Shpongles tweede album, Tales of the Inexpressible het licht. Dit album was minder downtempo en bevatte meer Zuid-Amerikaanse invloeden. Het bevat muziek- en tekstsamples over psychedelische ervaringen.
Hun derde studioalbum Nothing Lasts...But Nothing Is Lost kwam uit in 2005. Op het album zijn acht tracks te vinden, opgedeeld in twintig delen. Naar eigen zeggen is dit gedaan zodat elk deel een fase in de droomsequentie voorstelt. De titel wekte de suggestie dat dit Shpongles laatste studioalbum zou zijn, wat destijds werd bevestigd door Simon Posford.
Op 2 november 2009 werd echter hun vierde studioalbum Ineffable Mysteries from Shpongleland uitgebracht.

## Discografie

### Studioalbums
- 1998, Are You Shpongled?
- 2001, Tales of the Inexpressible
- 2005, Nothing Lasts... But Nothing Is Lost
- 2009, Ineffable Mysteries from Shpongleland
- 2013, Museum Of Consciousness
- 2017, Codex VI

### Ep's
- 2000, Divine Moments of Truth
- 2001, The Crystal Skulls EP
- 2004, Dorset Perception / Beija Flor (3 versies)

### Remix-albums
- 2003, Shpongle Remixed
- 2008, Shpongle Unreleased Remixes (uitsluitend als download)

### Dvd's
- 2009, Live at the Roundhouse 2008